# Jure Zubac
Jure Zubac (15 maart 1995) is een Bosnisch-Kroatisch basketballer.

## Carrière
Zubac maakte zijn debuut in het seizoen 2011/12 voor HKK Brotnjo Čitluk waarin hij enkele wedstrijden speelde. Het volgende seizoen speelde hij voor de tweede ploeg van HKK Široki. In 2013 maakte hij de overstap naar de eerste ploeg van HKK Široki waar hij acht seizoenen speelde in de Bosnische competitie. In 2021 tekende hij een contract bij het Slowaakse BK Inter Bratislava. Het volgende seizoen tekende hij bij de Belgische eersteklasser Union Mons-Hainaut.
In de zomer van 2023 keerde hij terug naar Bosnië en tekende bij KK Bosna Sarajevo.
In 2020 maakte hij zijn debuut voor de Bosnische nationale ploeg.